# 尊者神父医院

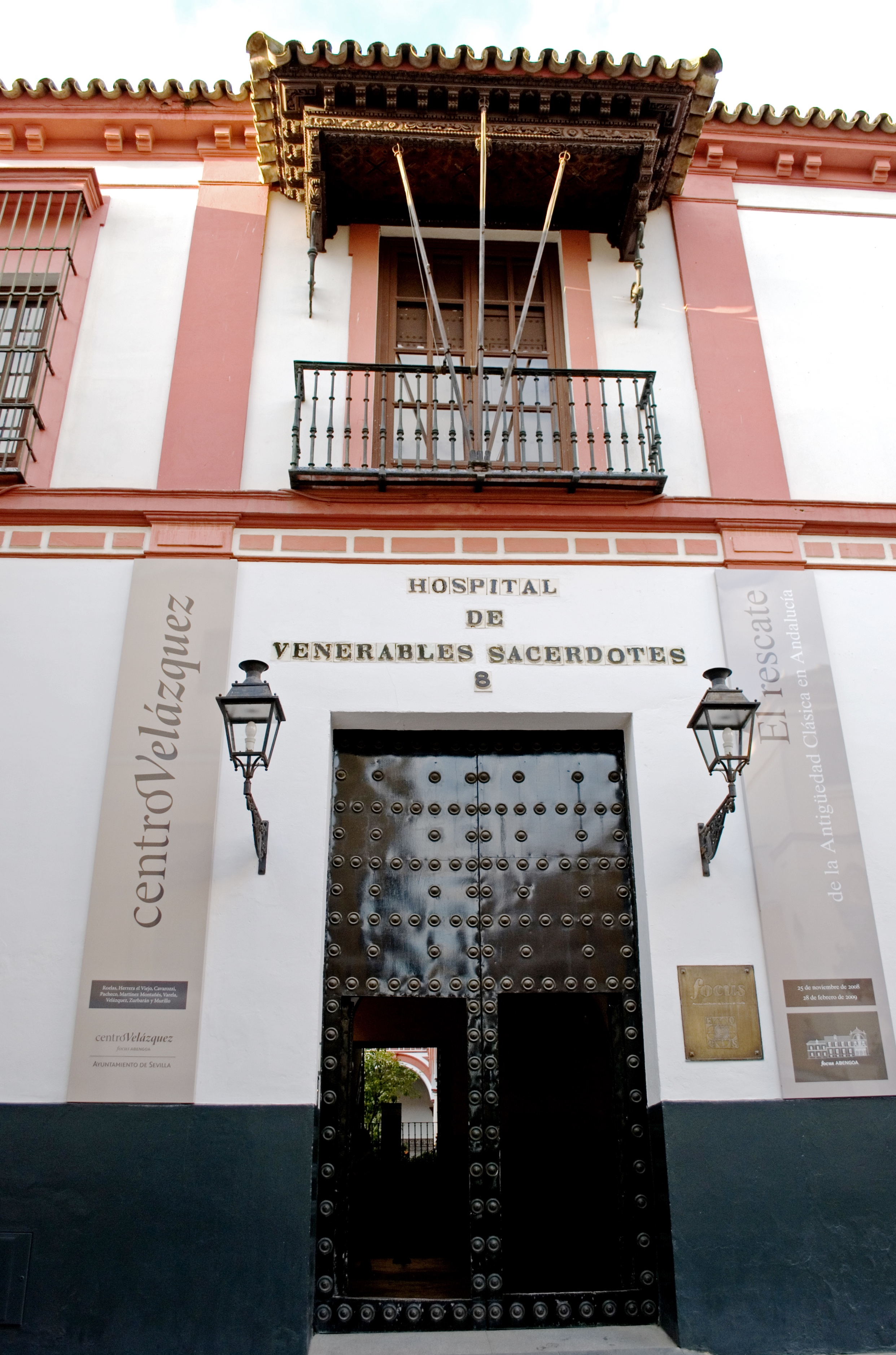
尊者神父医院

尊者神父医院（西班牙語：Hospital de los Venerables Sacerdotes）是一座17世纪巴洛克式建筑，位于西班牙安达卢西亚首府塞维利亚 圣十字区中心，以其命名的尊者广场，邻近穆里略花园、塞维利亚主教座堂和塞维利亚王宫。
此处原为老年神父的住所，目前为著名艺术家委拉斯开兹研究中心。1970年12月31日列为文化财产。
教堂建于1689年，供奉圣费尔南多。在堂内可以看到巴尔德斯·莱亚尔和卢卡斯·巴尔德斯父子的壁画，例如圣坛描绘圣费尔南多将清真寺赠给总主教，左侧描绘圣母向圣费尔南多显现。圣器收藏室的天花板是一个狭小的空间，使用了视觉陷阱手法。